# Iglesia de San Bartolomé (Granada)
La iglesia de San Bartolomé es un templo de la ciudad española de Granada, comunidad autónoma de Andalucía, que en la actualidad es la sede de la iglesia ortodoxa rusa.

## Historia
Fue una de las veintitrés parroquias originarias de 1501 por las Pragmáticas de Conversión General, que organizaron el territorio eclesiástico urbano de Granada, establecida en la antigua mezquita aljama Al-burriana.